# Рассоховатое (Сумская область)
Рассоховатое (укр. Розсохувате) — село,
Гринченковский сельский совет,
Ахтырский район,
Сумская область,
Украина.
Код КОАТУУ — 5920382006. Население по переписи 2001 года составляет 111 человек .

## Географическое положение
Село Рассоховатое находится на расстоянии в 1 км от левого берега реки Ташань.
На расстоянии в 1 км расположено село Грунька, в 1,5 км — село Должик.

## Объекты социальной сферы
- Школа I ст.